# Pessino
Pessino – wieś w gminie Tagliolo Monferrato, w prowincji Alessandria w północnych Włoszech. Zamieszkuje ją 27 osób, znajduje się 230 m n.p.m. Położona jest wzdłuż pojedynczej drogi na wschód od autostrady A7.